# Anișoara Sorohan
Anișoara Sorohan, po mężu Minea (ur. 9 września 1963 w Târgu Frumos) – rumuńska wioślarka, dwukrotna medalistka igrzysk olimpijskich i mistrzostw świata.

## Kariera
W 1981 zdobyła złoty medal w dwójkach podwójnych na mistrzostwach świata juniorów w Sofii.
Wystąpiła na igrzyskach olimpijskich w Los Angeles w 1984, gdzie osada Rumunii w składzie: Maricica Țăran, Anișoara Sorohan, Ioana Badea, Sofia Corban i Ecaterina Oancia, zdobyła złoty medal w czwórkach podwójnych ze sternikiem. W finale o 1,46 sekundy wyprzedziły osadę USA i o 1,91 sekundy osadę Danii. Na rozgrywanych cztery lata później igrzyskach olimpijskich w Seulu Anişoara Bălan, Anişoara Minea, Veronica Cogeanu i Elisabeta Lipă w tej samej konkurencji zajęły trzecie miejsce. Tym razem w wyścigu finałowym uplasowały się o 2,85 sekundy za osadą NRD i o 0,34 sekundy za osadą ZSRR.
W czwórkach podwójnych zdobyła także srebro na mistrzostwach świata w Nottingham (1986) i brąz na mistrzostwach świata w Hazewinkel (1985).